# Horia (Arad)

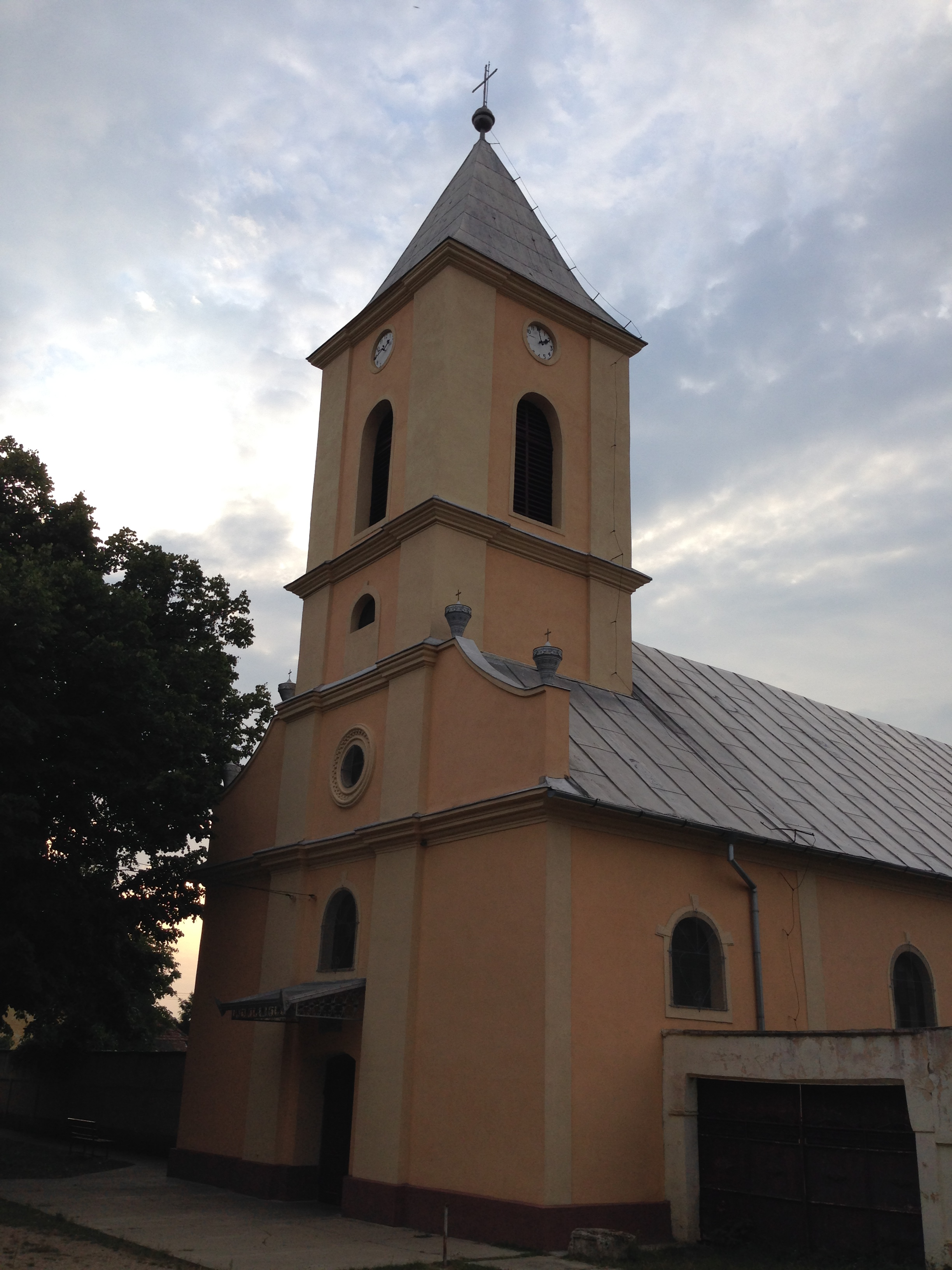
Die römisch-katholische Kirche in Neupanat/Horia

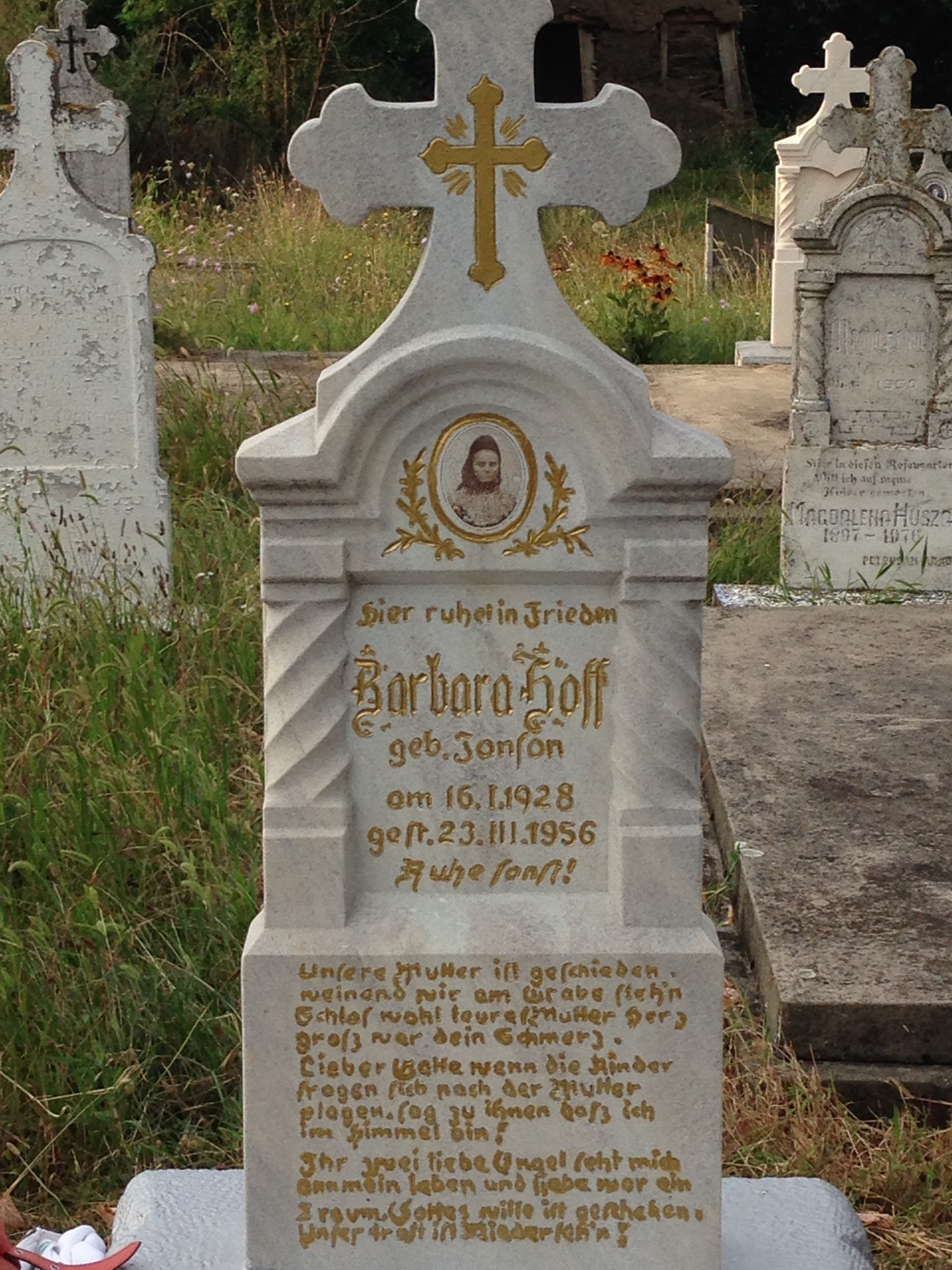
Ein Grab auf dem römisch-katholischen Friedhof Neupanat/Horia

Horia (bis 1948 Panatul Nou; deutsch Neupanat, ungarisch Újpanád) ist ein Dorf im Kreis Arad, im Banat, in Rumänien. Das Dorf Horia gehört zur Gemeinde Vladimirescu.

## Geografische Lage
Horia liegt im Kreis Arad, nördlich der Marosch, 8 Kilometer nordöstlich von der Kreishauptstadt Arad, an der Landstraße Arad-Șiria (deutsch: Hellburg).

## Nachbarorte
| Zimandu Nou | Sântana                                     | Șiria    |
| Livada      | Kompassrose, die auf Nachbargemeinden zeigt | Covăsinț |
| Arad        | Vladimirescu                                | Ghioroc  |

## Geschichte
Auf dem Gebiet der Ortschaft Horia existierte bereits im Mittelalter die Siedlung "Panad" (1333), wie aus den päpstlichen Zehentlisten aus dem 14. Jahrhundert hervorgeht. 1561 war der Ort "Panath" noch bewohnt, doch bald darauf fielen die Türken in die Arader Gegend ein und verwüsteten die Ortschaft, die seitdem unbewohnt war.
Erst durch den Frieden von Karlowitz 1699 fiel die Gegend nördlich der Marosch wieder an Ungarn. "Panath" wurde zum Prädium (unbewohnten Ort). Auf Anordnung des Kaisers Joseph II. wurde auf dem Kameralbesitz "Puszta Panat" im Jahre 1786–1787 durch das Impopulationsrentamt, zuständig für die Besiedlung der Kameralgüter mit deutschen Kolonisten, 150 Bauernhäuser erbaut. Die Besiedlung Neupanats mit Deutschen erfolgte durch die Ungarische Hofkammer, die dem Kaiser in Wien unterstellt war.
Die Ansiedler kamen vorwiegend aus dem Südwesten des Deutschen Reiches aus Lothringen, dem heutigen Saarland, dem Hunsrück, aus der Pfalz, dem Rheinland, vom Westerwald, aus Hessen, Elsaß und aus Mainfranken. Sie kamen ab dem 28. Mai 1785 bis etwa im September des gleichen Jahres in Arad an und wurden in Glogowatz, Kovasintz, Menes und Kuvin einquartiert. Dort verbrachten die Kolonistenfamilien zwei Jahre, weil der Häuserbau sehr langsam voranging. Ende 1786 konnten die ersten Kolonisten auf der "Puszta Panath" in die neu erbauten Häuser einziehen. Im Januar 1787 wurden weitere 56 Familien und im Herbst die letzten Kolonisten in Neupanat angesiedelt.
Die amtliche Ortsbezeichnung lautete bis 1835 Neupanat, von 1835 bis 1922 Új-Panát. In der Zwischenkriegszeit hieß der Ort offiziell Panatul Nou; seit 1948 ist Horia die amtliche Ortsbezeichnung.
Am 4. Juni 1920 wurde das Banat infolge des Vertrags von Trianon dreigeteilt. Der größte, östliche Teil, zu dem auch Horia gehörte, fiel an das Königreich Rumänien.
Infolge des Waffen-SS Abkommens vom 12. Mai 1943 zwischen der Antonescu-Regierung und Hitler-Deutschland wurden alle deutschstämmigen wehrpflichtigen Männer in die deutsche Armee eingezogen. Dafür mussten die Deutschen aus Rumänien nach dem Seitenwechsel Rumäniens am 23. August 1944 büßen. Noch vor Kriegsende, im Januar 1945, fand die Deportation aller volksdeutschen Frauen zwischen 18 und 30 Jahren und Männer im Alter von 16 bis 45 Jahren zur Aufbauarbeit in die Sowjetunion statt.
Das Bodenreformgesetz vom 23. März 1945, das die Enteignung der deutschen Bauern in Rumänien vorsah, entzog der ländlichen Bevölkerung die Lebensgrundlage. Der enteignete Boden wurde an Kleinbauern, Landarbeiter und Kolonisten aus anderen Landesteilen verteilt. Anfang der 1950er Jahre wurde die Kollektivierung der Landwirtschaft eingeleitet.
Durch das Nationalisierungsgesetz vom 11. Juni 1948, das die Verstaatlichung aller Industrie- und Handelsbetriebe, Banken und Versicherungen vorsah, fand die Enteignung aller Wirtschaftsbetriebe statt.

## Demografie
| 1880 | 2086 | 56   | 38 | 1882 | 110 |
| 1890 | 2088 | 56   | 19 | 2008 | 5   |
| 1910 | 2075 | 40   | 52 | 1980 | 3   |
| 1930 | 1919 | 29   | 10 | 1880 | -   |
| 1941 | 1952 | 26   | 1  | 1914 | 11  |
| 1977 | 2377 | 945  | 17 | 1402 | 13  |
| 1992 | 2205 | 2078 | 27 | 69   | 31  |
| 2002 | 2278 | 2181 | 32 | 40   | 27  |

## Persönlichkeiten
- Werner Söllner (1951–2019), Schriftsteller